# سوق نقدية
سوق المال هو أحد مكونات الاقتصاد الذي يوفر الأموال قصيرة الأجل. يتعامل سوق المال في القروض القصيرة الأجل ، لمدة سنة أو أقل بشكل عام. عندما أصبحت الأوراق المالية قصيرة الأجل سلعة، أصبح سوق المال مكونًا من مكونات السوق المالية للأصول المرتبطة بالديون قصيرة الأجل وبالإقراض؛ البيع والشراء بآجال استحقاق أصلية مدتها لا تتجاوز العام الواحد. يتم التداول في أسواق المال خارج البورصة ويأخذ حجم البيع بالجملة.
هناك العديد من أدوات أسواق المال في معظم الدول الغربية، بما في ذلك أذون الخزانة، والأوراق التجارية، والقبول المصرفي، والودائع، وشهادات الإيداع، والكمبيالات، واتفاقيات إعادة الشراء، والصناديق الفيدرالية، والأوراق المالية المدعومة بالرهن العقاري قصير العمر والأصول. تحمل الأدوات آجال استحقاق وعملات ومخاطر ائتمانية وهياكل مختلفة. يمكن وصف السوق بأنه سوق نقود إذا كان يتألف من أصول عالية السيولة وقصيرة الأجل. تستثمر صناديق أسواق المال عادةً في الأوراق المالية الحكومية وشهادات الإيداع والأوراق التجارية للشركات وغيرها من الأوراق المالية عالية السيولة منخفضة المخاطر. الأنواع الأربعة الأكثر أرتباطا بمبدأ النقود هي نقود السلع، والأموال الإلزامية، والأموال الائتمانية (الشيكات، والأوراق النقدية)، وأموال البنوك التجارية. تعتمد أموال السلع على سلع ذات قيمة جوهرية تعمل كوسيط للتبادل. من ناحية أخرى ، تحصل النقود الورقية على قيمتها من أمر حكومي.
تعتبر أسواق المال، التي توفر السيولة للنظام المالي العالمي بما في ذلك أسواق رأس المال ، جزءًا من النظام الأوسع للأسواق المالية.

## المشاركين
يتكون سوق المال من المؤسسات المالية والمتعاملين في الأموال أو الائتمان الذين يرغبون في الاقتراض أو الإقراض. يقترض المشاركون ويقرضون لفترات قصيرة، تصل عادةً إلى اثني عشر شهرًا. يتداول سوق المال في أدوات مالية قصيرة الأجل تسمى عادة «الأوراق». هذا يتناقض مع سوق رأس المال للتمويل طويل الأجل، والذي يتم توفيره من خلال السندات والأسهم . يتكون جوهر سوق المال من الإقراض بين البنوك - تقترض البنوك وتستدين بين بعضها البعض باستخدام الأوراق التجارية واتفاقيات إعادة الشراء والأدوات المماثلة. غالبًا ما يتم تقيم هذه الأدوات مقابل السعر المعروض بين البنوك في لندن (ليبور) وذلك بناء على الشروط والعملة المناسبين. تمول شركات التمويل نفسها عادةً عن طريق إصدار كميات كبيرة من الأوراق التجارية المدعومة بالأصول (ABCP) ، والتي يتم تأمينها من خلال تعهد الأصول المؤهلة في قناة ABCP. تشمل أمثلة الأصول المؤهلة قروض السيارات، وذمم بطاقات الائتمان، وقروض الرهن العقاري السكنية و/أو التجارية، والأوراق المالية المدعومة بالرهن العقاري والأصول المالية المماثلة. تصدر بعض الشركات الكبيرة ذات التصنيف الائتماني القوي أوراقًا تجارية على الائتمان الخاص بها. تقوم شركات كبيرة أخرى بالترتيب مع البنوك لإصدار أوراق تجارية نيابة عنها.
في الولايات المتحدة، تصدر الحكومات الفيدرالية وحكومات الولايات والحكومات المحلية أوراقًا لتلبية احتياجات التمويل. تصدر الولايات والحكومات المحلية سندات البلدية، في حين أن وزارة الخزانة الامريكية تصدر سندات الخزانة لتمويل الدين العام الأمريكي:
- غالبًا ما تشتري الشركات التجارية سندات القبول المصرفي لتقديم عطاءات للدفع للموردين الخارجيين.
- صناديق أسواق المال للأفراد والمؤسسات
- البنوك
- البنوك المركزية
- برامج إدارة النقد
- البنوك التجارية

## وظائف سوق المال
تخدم أسواق المال خمس وظائف؛ تمويل التجارة، تمويل الصناعة، الاستثمارات المربحة، وتعزيز الاكتفاء الذاتي للبنوك التجارية، وتليين سياسات البنك المركزي.

### تمويل التجارة
يلعب سوق المال دورًا مهمًا في تمويل التجارة المحلية والدولية. يتم توفير التمويل التجاري للمتداولين من خلال الكمبيالات، والتي يتم خصمها من قبل سوق الفواتير. تساعد بيوت القبول وأسواق الخصم في تمويل التجارة الخارجية.

### تمويل الصناعة
يساهم سوق المال في نمو الصناعات بطريقتين:
- تساعد الصناعات في الحصول على قروض قصيرة الأجل لتلبية متطلبات رأس المال العامل من خلال نظام الفواتير المالية والأوراق التجارية وما إلى ذلك.
- تحتاج الصناعات عمومًا إلى قروض طويلة الأجل، يتم توفيرها في سوق رأس المال. ومع ذلك، فإن سوق رأس المال يعتمد على طبيعة وظروف سوق المال. تؤثر أسعار الفائدة قصيرة الأجل لسوق المال على أسعار الفائدة طويلة الأجل لسوق رأس المال. وبالتالي، فإن سوق المال يساعد الصناعات بشكل غير مباشر من خلال ارتباطه وتأثيره على سوق رأس المال طويل الأجل.

### الاستثمارات المربحة
يُمكّن سوق المال البنوك التجارية من استخدام احتياطياتها الزائدة في استثمارات مربحة. الهدف الرئيسي للبنوك التجارية هو كسب الدخل من احتياطياتها وكذلك الحفاظ على السيولة لتلبية الطلب النقدي غير المؤكد من المودعين. في سوق المال ، يتم استثمار الاحتياطيات الزائدة للبنوك التجارية في الأصول النقدية القريبة (على سبيل المثال، الكمبيالات قصيرة الأجل)، والتي يمكن تحويلها بسهولة إلى نقد. وبالتالي، تحقق البنوك التجارية أرباحًا دون التضحية بالسيولة.

### الاكتفاء الذاتي للمصارف التجارية
تساعد أسواق المال المتطورة البنوك التجارية على تحقيق الاكتفاء الذاتي. في حالات الطوارئ، عندما تعاني البنوك التجارية من ندرة الأموال، فإنها لا تحتاج إلى الاقتراب من البنك المركزي والاقتراض بسعر فائدة أعلى. بل يمكنهم بدلاً من ذلك تلبية متطلباتهم من خلال سحب قروضهم القديمة قصيرة الأجل من سوق المال.

### مساعدة البنك المركزي
على الرغم من أن البنك المركزي يمكن أن يعمل ويؤثر على النظام المصرفي في غياب سوق المال، إلا أن وجود سوق نقود متطور يسهّل سير العمل ويزيد من كفاءة البنك المركزي.
تساعد أسواق المال البنوك المركزية بطريقتين:
- تعمل أسعار الفائدة قصيرة الأجل كمؤشر على الظروف النقدية والمصرفية في الدولة، وبهذه الطريقة، تُوجه البنك المركزي لاعتماد سياسة مصرفية مناسبة،
- تساعد أسواق المال الحساسة والمتكاملة البنك المركزي في تأمين تأثير سريع وواسع النطاق على الأسواق الفرعية، مما يسهل تنفيذ السياسة بشكل فعال

## أدوات سوق المال
- شهادات الإيداع - وديعة لأجل، تُقدم عادة للمستهلكين من قبل البنوك، ومؤسسات التوفير، والاتحادات الائتمانية.
- اتفاقيات إعادة الشراء - قروض قصيرة الأجل - عادةً لمدة تقل عن أسبوع واحد وفي كثير من الأحيان لمدة يوم واحد - يتم ترتيبها عن طريق بيع الأوراق المالية إلى مستثمر مع اتفاق لإعادة شرائها بسعر ثابت في تاريخ محدد.
- صناديق الاستثمار في سوق المال - دين استثماري قصير الأجل، تديره مؤسسات مهنية. صناديق الاستثمار في سوق المال عبارة عن صندوق استثماري يستثمر فيه عدد من المستثمرين أموالهم في مؤسسات الصناديق المشتركة، ويقومون بتنويع أموال الصناديق في استثمارات مختلفة.
- الأوراق التجارية - سندات إذنية قصيرة الأجل صادرة عن الشركة بخصم من قيمتها الاسمية واستردادها بالقيمة الاسمية
- ودائع اليورو دولار - الودائع التي تتم بالدولار الأمريكي في بنك أو فرع بنك يقع خارج الولايات المتحدة.
- الأوراق المالية قصيرة الأجل للوكالات الفيدرالية - في الولايات المتحدة، الأوراق المالية قصيرة الأجل الصادرة عن المؤسسات التي ترعاها الحكومة مثل نظام ائتمان المزارع، والبنوك الفيدرالية لقروض الإسكان، والرابطة الوطنية الفيدرالية للرهن العقاري. جميعها أدوات مستعملة بكثرة ضمن أسواق المال.
- الصناديق الفيدرالية - في الولايات المتحدة، الودائع بفائدة التي تحتفظ بها البنوك ومؤسسات الإيداع الأخرى في الاحتياطي الفيدرالي؛ هذه هي الأموال المتاحة على الفور التي تقترضها المؤسسات أو تقرضها، عادة على أساس ليلة واحدة. يتم إقراضهم على سعر فائدة الأموال الفيدرالية .
- سندات البلدية - في الولايات المتحدة ، سندات قصيرة الأجل تصدرها البلديات معتمدة على توقعاتها للتحصيلات الضريبية و/أو الإيرادات الأخرى
- أذون الخزانة - التزامات الديون قصيرة الأجل للحكومة المحلية التي يتم إصدارها لتستحق في غضون ثلاثة إلى اثني عشر شهرًا
- صناديق الأموال - استثمارات مجمعة قصيرة الأجل وعالية الجودة تشتري الأوراق المالية في أسواق المال نيابة عن كل من المستثمرين الأفراد أو المؤسسات
- مقايضات العملات الأجنبية - تبادل مجموعة من العملات في التاريخ الفوري ومن ثم عكس هذا التبادل في وقت محدد مسبقًا في المستقبل
- الأوراق المالية المدعومة بالرهن العقاري والأصول قصيرة الأمد

### أدوات الخصم والاستحقاق
هناك نوعان من الأدوات ضمن سوق الدخل الثابت يدفعان فائدة عند الاستحقاق، بدلاً من العمل على شكل قسائم؛ أدوات الخصم وأدوات الاستحقاق. يتم إصدار أدوات الخصم، مثل اتفاقيات إعادة الشراء، بخصم من القيمة الاسمية، وقيمة استحقاقها هي القيمة الاسمية. يتم إصدار أدوات الاستحقاق بالقيمة الاسمية وتستحق بالقيمة الاسمية مضافًا إليها الفائدة.

## روابط خارجية
- "Money Market Funds Enter a World of Risk" ، نيويورك تايمز ، 18 سبتمبر 2008
- دراسة حول تحديد معاملات سوق المال باليورو في TARGET2